# 西山浄土宗
西山浄土宗（せいざんじょうどしゅう）は、京都府長岡京市の光明寺（粟生光明寺）を総本山とする広義の浄土宗の一派。

## 本尊
- 阿弥陀如来

## 依拠の経典
- 浄土三部経

## 総本山
西山浄土宗総本山
- 粟生光明寺…（正式名称）報国山念仏三昧院光明寺（京都府長岡京市粟生西条ノ内26-1）

## 歴史
そもそもは浄土宗の開祖法然上人の高弟である証空（證空）（西山国師・西山上人）が、自らが唱える西山義の教えを広めたことに始まる。こうして証空によって唱えられた西山義はやがて浄土宗西山派として知恩院の浄土宗鎮西派に次ぐ浄土宗内での大きな派となっていく。
現在の西山浄土宗の母体であった光明寺派はその浄土宗西山派の流れをくむ一派である。証空の弟子である西谷（せいこく）流の浄音が、証空の教えの上に更に自らの考えをも交えて西谷流を唱えだし光明寺や禅林寺（永観堂）を中心に西山義、西谷流の教えを広めたのが直接の始まりである。
1870年（明治3年）に浄土宗鎮西派（現在の宗教法人浄土宗）と浄土宗西山派が統一された。が、1876年（明治9年）9月25日に再び分裂する。この時に浄土宗西山派は西谷流・光明寺が西本山、西谷流・禅林寺が東本山、深草流・誓願寺が北本山、深草流・円福寺が南本山となり、四本山制となる。
1919年（大正8年）4月30日、浄土宗西山派がそれぞれの考えの違いから光明寺を総本山とする浄土宗西山光明寺派（現在の西山浄土宗）、禅林寺を総本山とする浄土宗西山禅林寺派、誓願寺を総本山とする浄土宗西山深草派の三つに分裂する。この三つを総称して西山三派という。
1941年（昭和16年）3月31日、西山三派が国策により再び浄土宗西山派として統合されるが、太平洋戦争終結後の1948年（昭和23年）に再び三つに分裂する。その際、浄土宗西山光明寺派は名称を西山浄土宗に改めた。
1948年（昭和23年）、西山浄土宗から曼陀羅寺を本山とする浄土宗西山曼陀羅寺派が分派するが、1961年（昭和36年）、再び西山浄土宗に合流した。

## 関係学校
- 学校法人京都西山学園
  - 京都西山短期大学
  - 京都西山高等学校
  - 向陽幼稚園
    - 大学名は「せいざん」、高校名は「にしやま」と読みが異なっている。

## 宗歌
- 生きて身を　蓮の上に　宿さずば　念仏申す　甲斐やなからん
  - 西山浄土宗歌「念仏讃」は西山国師・証空作の和歌に古関裕而が曲を付けたもので、寺院の大きな行事で歌われる他、上記の関係学校でもよく歌われている。「念仏讃」として歌うときには最後の「甲斐やなからん」は異なる節で繰り返す。